# Shiawase no Katachi
Singles de THE Possible
Ijiwaru Crazy love
(2008) Family ~Tabidachi no Asa~
(2009)
Shiawase no Katachi (幸せの形) est le 11e single et 3e single "major" du groupe féminin de J-pop THE Possible, sorti en 2009 dans le cadre du Nice Girl Project.

## Présentation
Le single sort le 7 janvier 2009 au Japon sous le label TN-mix de TNX, distribué par Pony Canyon, écrit et produit par Tsunku. Il atteint la 4e place du classement de l'Oricon. Il se vend à 10 166 exemplaires la première semaine, et reste classé pendant 8 semaines pour un total de 15 169 exemplaires vendus. Il sort également en édition limitée avec un DVD supplémentaire.
La chanson-titre du disque a été utilisée comme thème musical pour une émission télévisée, Music Fighter Power Play sur la chaine NTV, et comme thème d'ouverture pour le jeu vidéo Hyakko Yorozu Jikenbo! sur PlayStation 2. Elle figurera sur l'album 2 Shiawase no Akashi qui sort trois ans plus tard.
C'est le dernier disque de la formation à six membres avec Kaede Ōse, qui quitte le groupe en août suivant.

## Liste des titres
Toutes les chansons sont écrites et composées par Tsunku.
| 1. | Shiawase no Katachi (幸せの形)                   | Kôtaro Egami | 4:36 |
| 2. | Ai no Energy (愛のエナジー)                      | Mikio Sakai  | 3:56 |
| 3. | Shiawase no Katachi (Instrumental) (幸せの形...) | Kôtaro Egami | 4:35 |
| 4. | Ai no Energy (Instrumental) (愛のエナジー...)    | Mikio Sakai  | 3:53 |

| 1. | Shiawase no Katachi (幸せの形)                                |  |
| 2. | Shiawase no Katachi (Making Eizô) (幸せの形 (メイキング映像)) |  |
| 3. | Shiawase no Katachi (?) (幸せの形 (歌詞あり))                 |  |